# Jaxon Evans

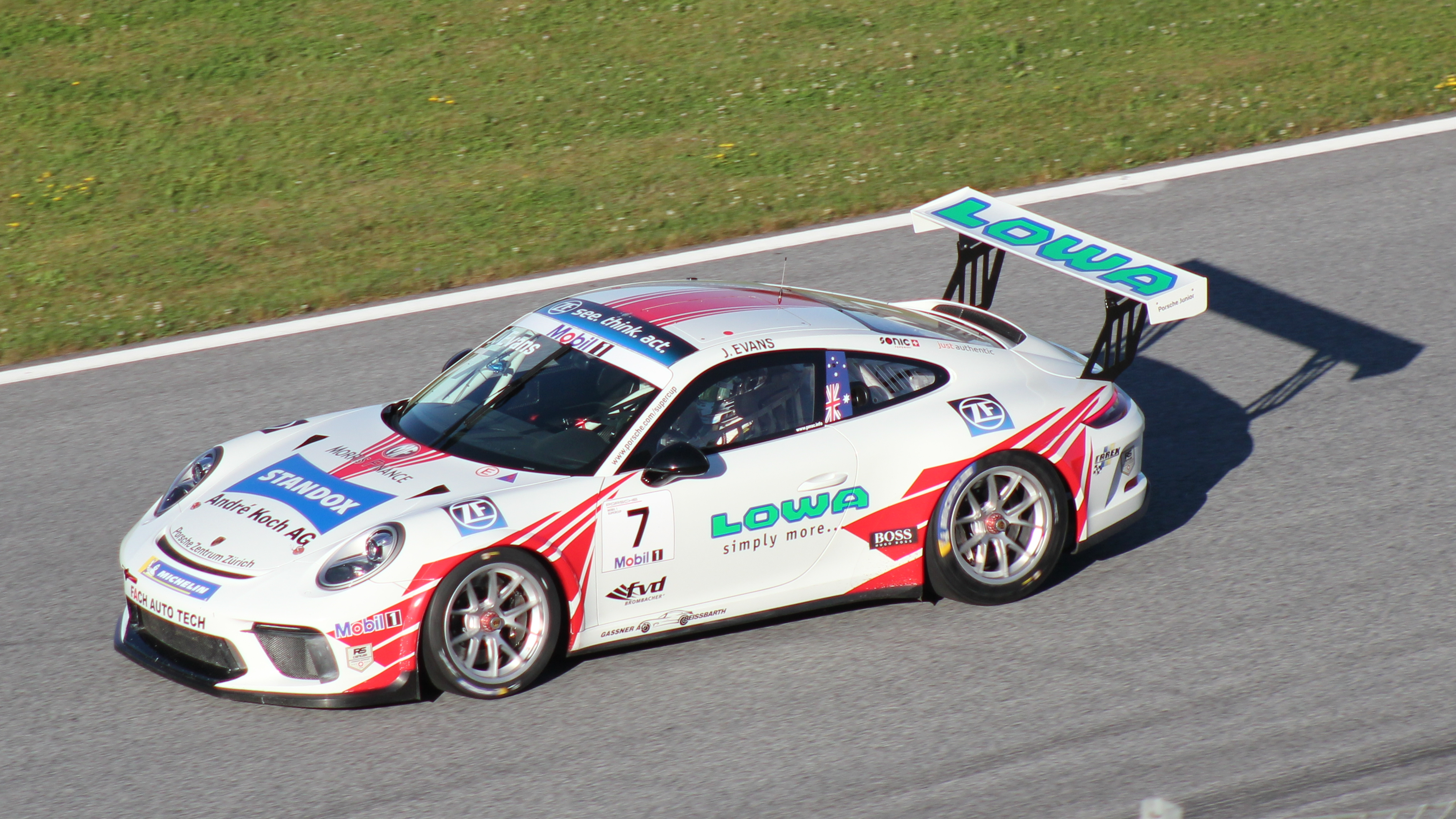
Jaxon Evans beim Rennen zum Porsche Supercup 2019 auf dem Red Bull Ring

Jaxon Evans (* 19. September 1996 in Levin) ist ein neuseeländischer Autorennfahrer.

## Karriere als Rennfahrer
Jaxon Evans erste Karriereschritte unterschieden sich von denen seiner Fahrergeneration. Nach wenigen Kartrennen verzichtete er auf Einsätze im Monoposto und fuhr von Beginn an GT-Rennen. Das Ergebnis waren einige Meisterschaftserfolge und die Aufnahme in den Nachwuchskader der Porsche-Werksfahrer. 
Zweimal – 2014 und 2016 – gewann er das Queensland Raceway Production Sports 1 Hour. 2016 kam der zweite Gesamtrang im Porsche GT3 Cup Challenge Australia dazu. Der Fahrervertrag bei Porsche folgte 2018 auf den Meisterschaftserfolg im australischen Porsche Carrera Cup. Größter Erfolg als Werksfahrer war – neben seinen Teilnahmen in der FIA-Langstrecken-Weltmeisterschaft und der European Le Mans Series – 2020 der Sieg im Porsche Carrera Cup Frankreich.

## Statistik

### Le-Mans-Ergebnisse
| Jahr | Team                  | Fahrzeug           | Teamkollege    | Teamkollege   | Platzierung | Ausfallgrund |
| ---- | --------------------- | ------------------ | -------------- | ------------- | ----------- | ------------ |
| 2021 | Dempsey-Proton Racing | Porsche 991 RSR-19 | Christian Ried | Matt Campbell | Rang 31     |              |

### Sebring-Ergebnisse
| Jahr | Team                  | Fahrzeug          | Teamkollege | Teamkollege   | Platzierung | Ausfallgrund |
| ---- | --------------------- | ----------------- | ----------- | ------------- | ----------- | ------------ |
| 2023 | Kelly-Moss with Riley | Porsche 911 GT3 R | Alan Metni  | Kay van Berlo | Rang 28     |              |

### Einzelergebnisse in der FIA-Langstrecken-Weltmeisterschaft
| Saison  | Team                  | Rennwagen       | 1   | 2   | 3   | 4   | 5   | 6   | 7   | 8   |
| ------- | --------------------- | --------------- | --- | --- | --- | --- | --- | --- | --- | --- |
| 2019/20 | Dempsey-Proton Racing | Porsche 911 RSR | SIL | FUJ | SHA | BAH | AUS | SPA | LEM | BAH |
| 2019/20 | Dempsey-Proton Racing | Porsche 911 RSR |     |     |     |     | 15  |     |     |     |
| 2021    | Dempsey-Proton Racing | Porsche 991 RSR | SPA | POR | MON | LEM | BAH | BAH |     |     |
| 2021    | Dempsey-Proton Racing | Porsche 991 RSR | DNF | DNF | 23  | 31  | 18  | 20  |     |     |